# Francisco Sobrino

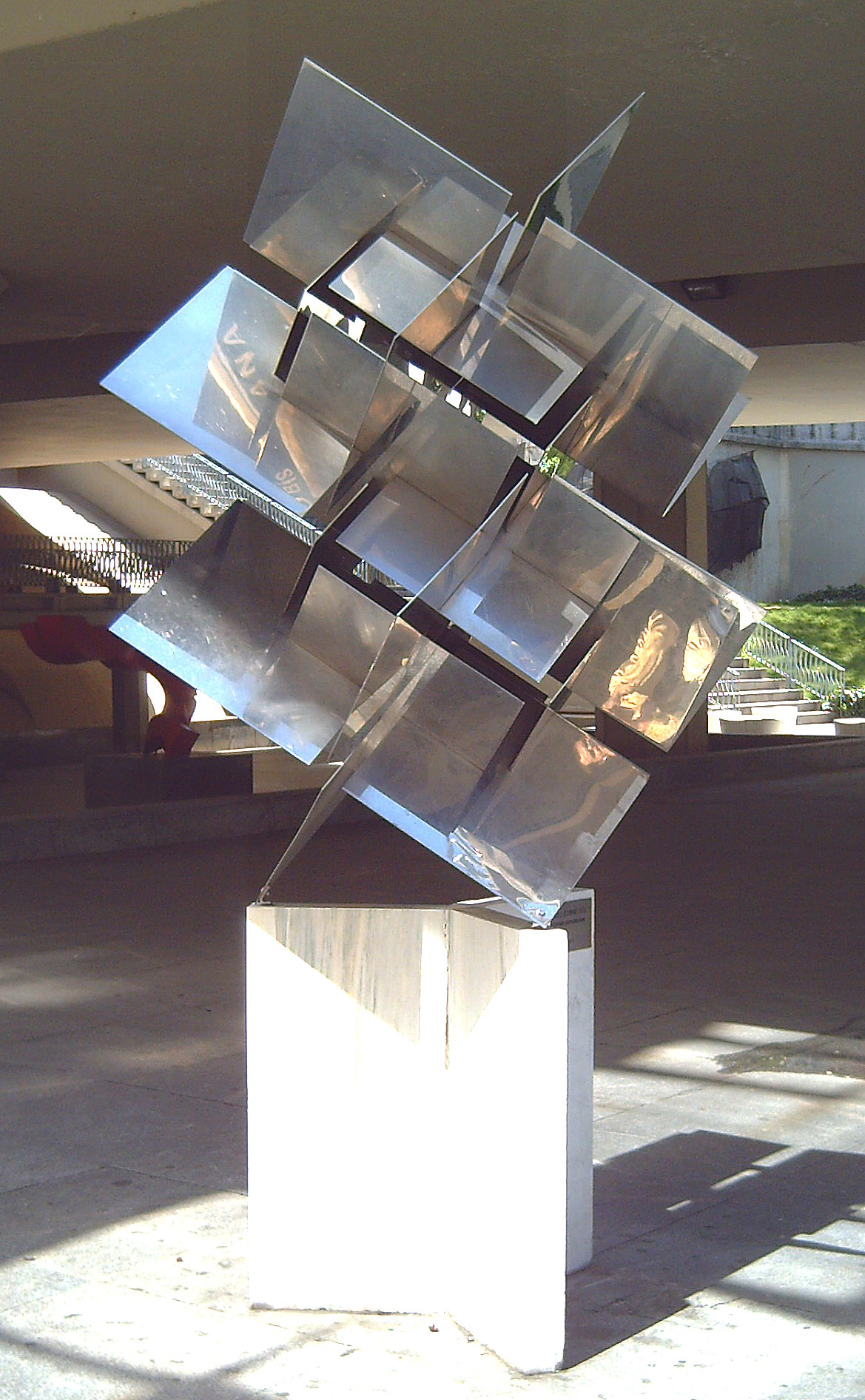
Estructura Permutacional, MEAL, Madrid

 Francisco Sobrino  (Guadalajara, 1932 – Bretagne, Frankrijk, 10 mei 2014) was een Spaans-Argentijnse beeldhouwer. Hij was een belangrijk vertegenwoordiger van de Kinetische kunst. 

## Leven en werk

### Spanje
De familie Sobrino leefde in 1936, in de eerste maanden van de Spaanse Burgeroorlog, enige tijd in Alicante. Zij verhuisden naar Madrid, waar Francisco van 1946 tot 1949 aan de kunstnijverheidsschool studeerde, en emigreerden in 1949 uiteindelijk naar Argentinië, waar zij tot 1958 leefden om vervolgens weer terug te keren naar Spanje. 

### Argentinië
In Buenos Aires studeerde Sobrino van 1950 tot 1957 aan de Escuela de Bellas Artes de Buenos Aires, waar hij Julio Le Parc en  Horacio Garcia Rossi leerde kennen. Hij begon zijn carrière als beeldhouwer. Het zwaartepunt van zijn beeldhouwkunst lag bij de geometrische abstractie.

### Parijs
In 1958 vertrok hij met Julio Le Parc naar Parijs. Als licht- en objectkunstenaar zocht hij contact met gelijkgezinden. Met Le Parc had Sobrino zijn eerste Europese expositie in Galerie Ad Libitum in Antwerpen. Zijn kunstwerken maken thans deel uit van de collectie van veel musea, onder andere Tate Modern in Londen, Peggy Guggenheim Collection in Venetië, het Centre Georges Pompidou in Parijs; het Museo Nacional de Bellas Artes in Buenos Aires, het Museo de Escultura al Aire Libre (Madrid) (MEAL) en van het Museo Nacional Centro de Arte Reina Sofía in Madrid. In 1973 weigerde Sobrino Spanje te vertegenwoordigen in het Spaanse paviljoen van de Biënnale van Venetië.
Sobrini woonde in Parijs.

## Groupe de Recherche d'Art Visuel
Sobrino behoort, met Julio Le Parc, François Morellet, Horacio Garcia Rossi, Joël Stein en Yvaral tot de oprichters in 1960 van de kunstenaarsgroep Groupe de Recherche d'Art Visuel (GRAV). Als deelnemer van de GRAV werd hij regelmatig uitgenodigd voor groeps- en individuele tentoonstellingen. Hij behoorde in 1964 tot de kunstenaars die deelnamen aan de expositie Licht und Bewegung van documenta III in Kassel.